# Erik Thommy
Erik Thommy (* 20. August 1994 in Ulm) ist ein deutscher Fußballspieler. Der Mittelfeldspieler steht bei Sporting Kansas City unter Vertrag.

## Karriere
Thommy begann seine Karriere beim SV Kleinbeuren, spielte danach für den SSV Ulm 1846 und die TSG Thannhausen und wechselte 2010 in die Jugendabteilung des FC Augsburg. 2013 rückte er in die zweite Mannschaft auf, die in der Regionalliga Bayern spielt. Am 13. Juli 2013 debütierte er beim 1:1 gegen den SV Seligenporten. Sein erstes Tor gelang ihm am 3. August 2014 beim 4:0-Sieg gegen den SV Heimstetten. Am 21. September 2013 erzielte er beim 3:1-Sieg gegen den FC Eintracht Bamberg alle drei Tore. Am 16. Februar 2014 kam Thommy bei der 0:1-Niederlage gegen den 1. FC Nürnberg erstmals für die erste Mannschaft in der Bundesliga zum Einsatz, als er in der 82. Spielminute für Tobias Werner eingewechselt wurde.
Zur Rückrunde der Saison 2014/15 wurde Thommy in die 2. Bundesliga zum 1. FC Kaiserslautern verliehen, planmäßig bis zum 30. Juni 2016. Am 14. Februar 2015 kam er beim 1:0-Sieg im Heimspiel gegen den VfR Aalen zu seinem ersten Einsatz, als er in der 59. Minute für Kerem Demirbay eingewechselt wurde. Im Januar 2016 wurde sein Leihvertrag in Kaiserslautern vorzeitig aufgelöst und Thommy kehrte nach Augsburg zurück. Die Spielzeit 2016/17 spielte Thommy auf Leihbasis beim Drittligisten SSV Jahn Regensburg und stieg mit ihm in die 2. Bundesliga auf.
Am 18. Januar 2018 wechselte Thommy zum Bundesligisten VfB Stuttgart. Nachdem er dort an den ersten beiden Spieltagen der Rückrunde nicht zum Einsatz gekommen war, avancierte Thommy im Februar 2018 unter dem neuen Cheftrainer Tayfun Korkut zum Stammspieler und Leistungsträger. Sein erstes Bundesligator erzielte Thommy am 24. Februar 2018 (24. Spieltag) beim 1:0-Heimsieg gegen Eintracht Frankfurt.
Am 19. August 2018 verlängerte Thommy seinen Vertrag beim VfB Stuttgart bis Ende Juni 2022. Zur Saison 2019/20 verpflichtete ihn Fortuna Düsseldorf auf Leihbasis mit einer anschließenden Kaufoption. Thommy stand in der Spielzeit bei allen 34 Ligaspielen auf dem Feld, konnte den Abstieg seiner Mannschaft jedoch nicht verhindern und kehrte anschließend nach Stuttgart zurück. Im Sommer 2022 endete sein Vertrag in Stuttgart und er verließ den VfB.
Zum 1. Juli 2022 wechselte Thommy in die laufende Saison 2022 der Major League Soccer zu Sporting Kansas City. Er unterschrieb einen Vertrag bis zum 31. Dezember 2024 mit der Option auf ein weiteres Jahr.

## Erfolge
- Aufstieg in die 2. Bundesliga: 2017